# アロンソ・デ・カルデナス (外交官)
アロンソ・デ・カルデナス（西: Alonso de Cárdenas, 1592年-1664年）は、スペイン王国の外交官であり、駐英大使である。

## 家族

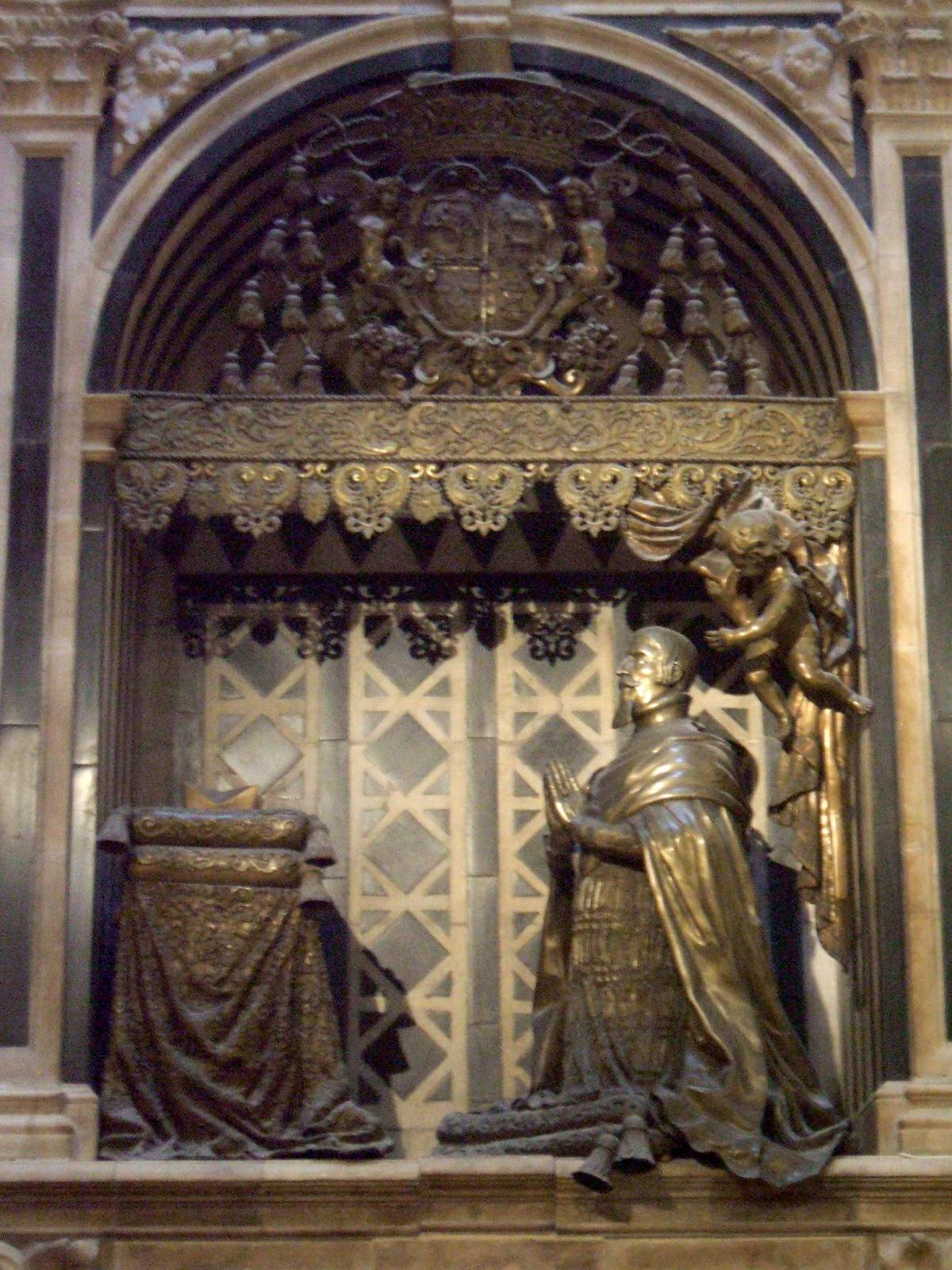
弟の大司教エンリケ・デ・ペラルタ・イ・カルデナス。

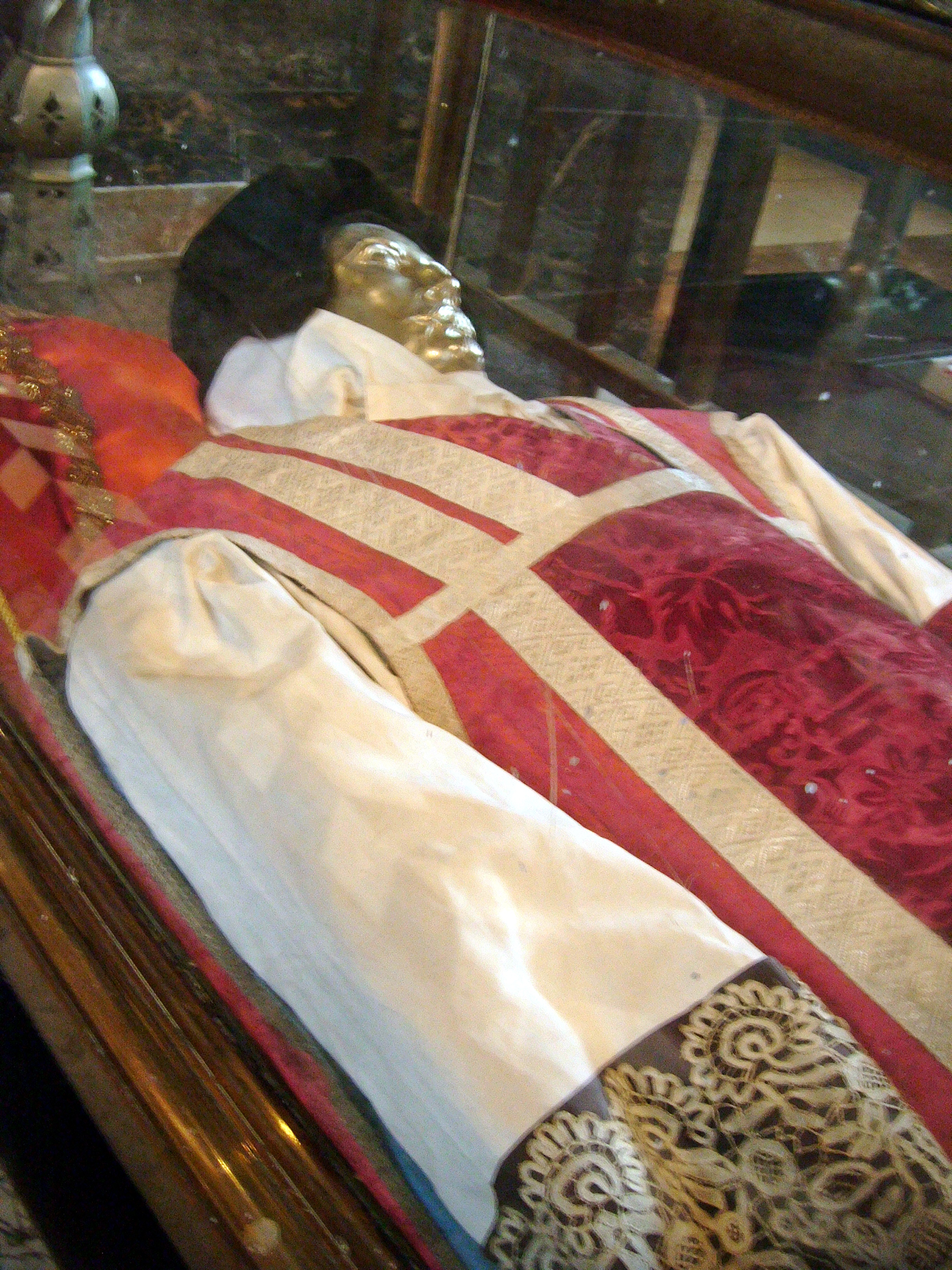
聖ジョン・サウスワース。

アロンソはマドリードに父ウルバン・デ・ペラルタ・イ・カルデロン（Urbán de Peralta y Calderòn）と、母エルヴィラ・デ・カルデナス・イ・フィゲロア（Elvira de Cárdenas y Figueroa）の次男として生まれた。母はエストレマドゥーラ州のプエブラ・デル・マエストレ（Puebla del Maestre）伯の姉妹だった。彼の本名はアロンソ・デ・ペラルタ（Alonso de Peralta）であったが、主に母の姓を用いた。アロンソの弟エンリケ・デ・ペラルタ・イ・カルデナス（Enrique de Peralta y Cárdenas, 1594年-1678年）はブルゴスの大司教だった。

## 経歴
アロンソ・デ・カルデナスはスペイン王国の外交官を務め、サンティアゴ騎士団の騎士だった。1629年から1631年までナポリのスペイン副総督の下で働いたのち、1638年からスペイン国王フェリペ4世の大使としてロンドンに長く滞在した。清教徒革命によるチャールズ1世の処刑後の競売ではフェリペ4世のために多くの美術品を入手した。その中にはラファエロの『ラ・ペルラ』やアルブレヒト・デューラーの『自画像』など、現在もプラド美術館に展示されている貴重な絵画が含まれていた。
アロンソは迫害されたロンドンのカトリック教徒と密接に連絡を取り続けた。1654年6月28日、ジョン・サウスワースが首吊り・内臓抉り・四つ裂きの刑に処されると、アロンソはサウスワースの遺体を40ギニーで購入し、防腐処理を施して修復したのち、密かに国外に持ち出した。サウスワースは1655年にドゥエーに埋葬され、殉教者として崇拝された。今日、彼はカトリック教会の公式の聖人であり、ロンドンのウェストミンスター大聖堂で永眠している。しかしこの問題を通じて、外交官はオリバー・クロムウェルの支持を失った。
政治情勢の悪化により、スペイン大使館は1656年に閉鎖され、アロンソはブリュッセルに行き、亡命中のイギリス国王チャールズ2世の近くで働いた。そして1660年に実現されることになる彼の復位計画を支持した。英国大使としての全期間中、彼は政治的影響力を評価したロンドンの多くの議員と密接に連絡を取り続けた。『イングランド、スコットランド、アイルランドの革命と戦争の百科事典、1639年-1660年』（The Concise Encyclopedia of the Revolutions and Wars of England, Scotland, and Ireland, 1639-1660）は、アロンソを「国に奉仕する現実主義者であるとともにたゆまぬ外交官」と解説している。スペインは彼を通して、英国議会において正当な代表を経験した最初の国だった。
アロンソはブリュッセルで1638年から1656年の間のイングランドについての思い出を書き留めた。これらは現在、ケンブリッジ大学付属図書館所蔵の手稿となっている。

## ギャラリー
アロンソの働きでスペインに渡った絵画には以下のような作品がある。ただしコレッジョの『キューピッドの教育』はスペイン王室コレクションに加わらなかった。

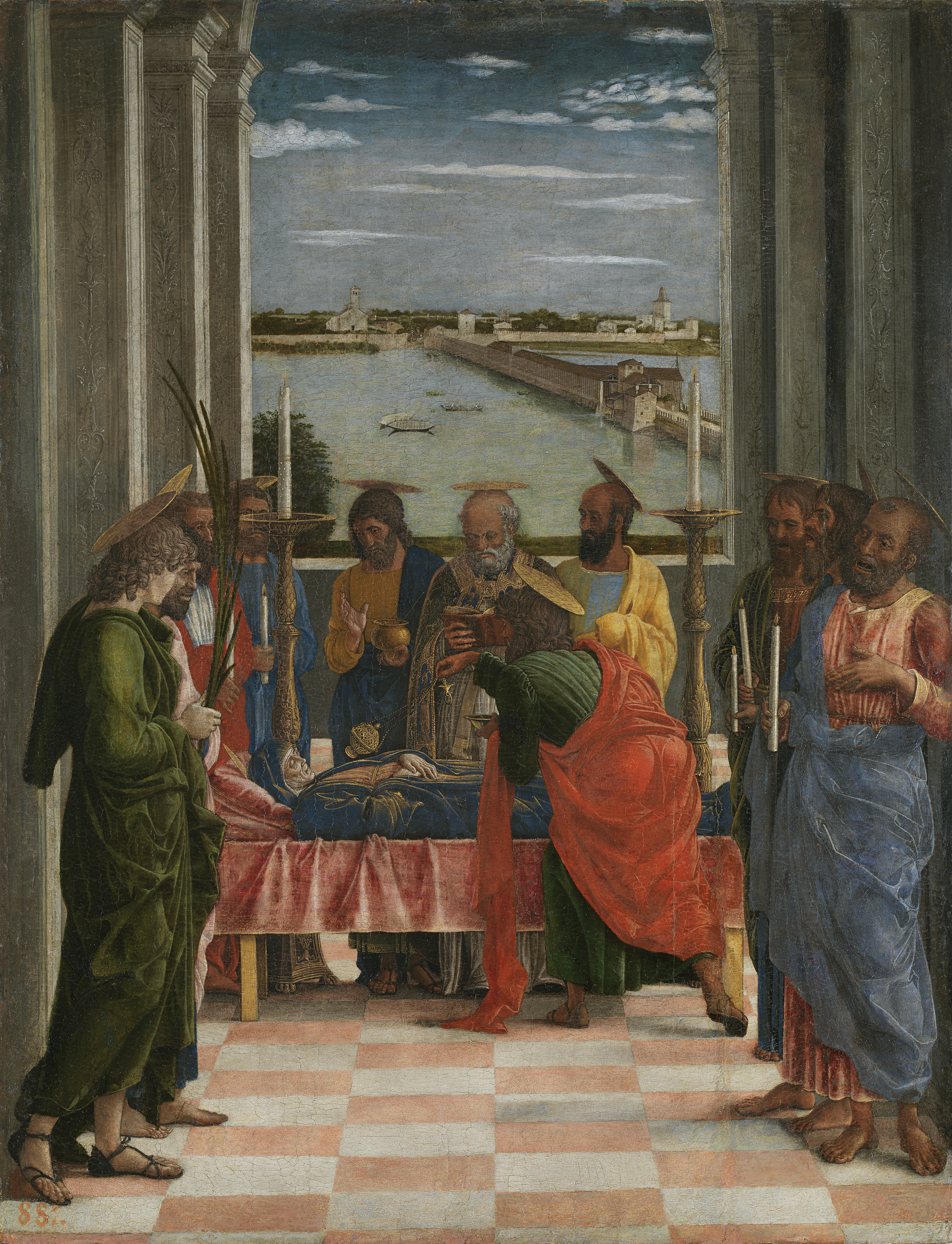
アンドレア・マンテーニャ『聖母の死』1462年頃
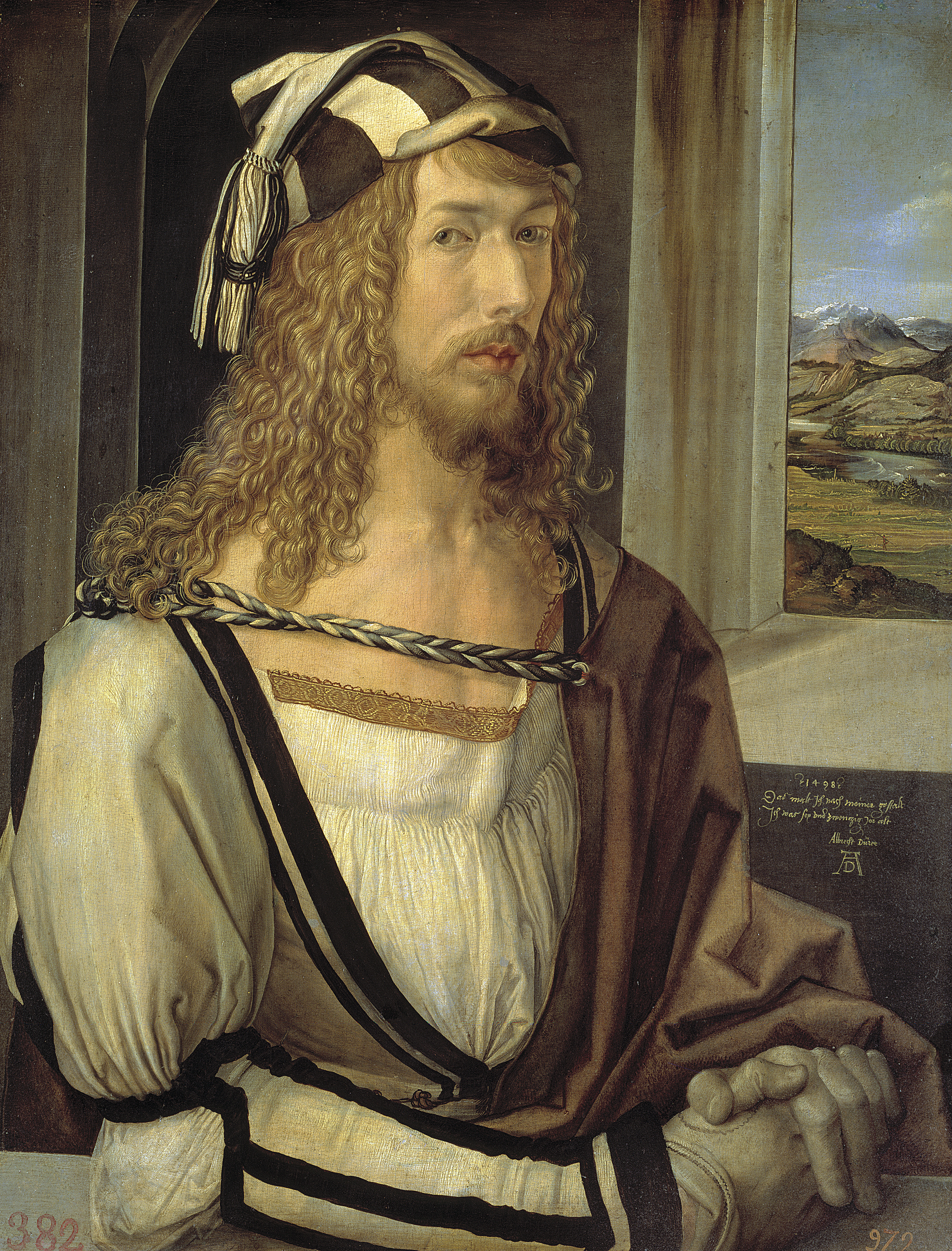
アルブレヒト・デューラー『自画像』1498年
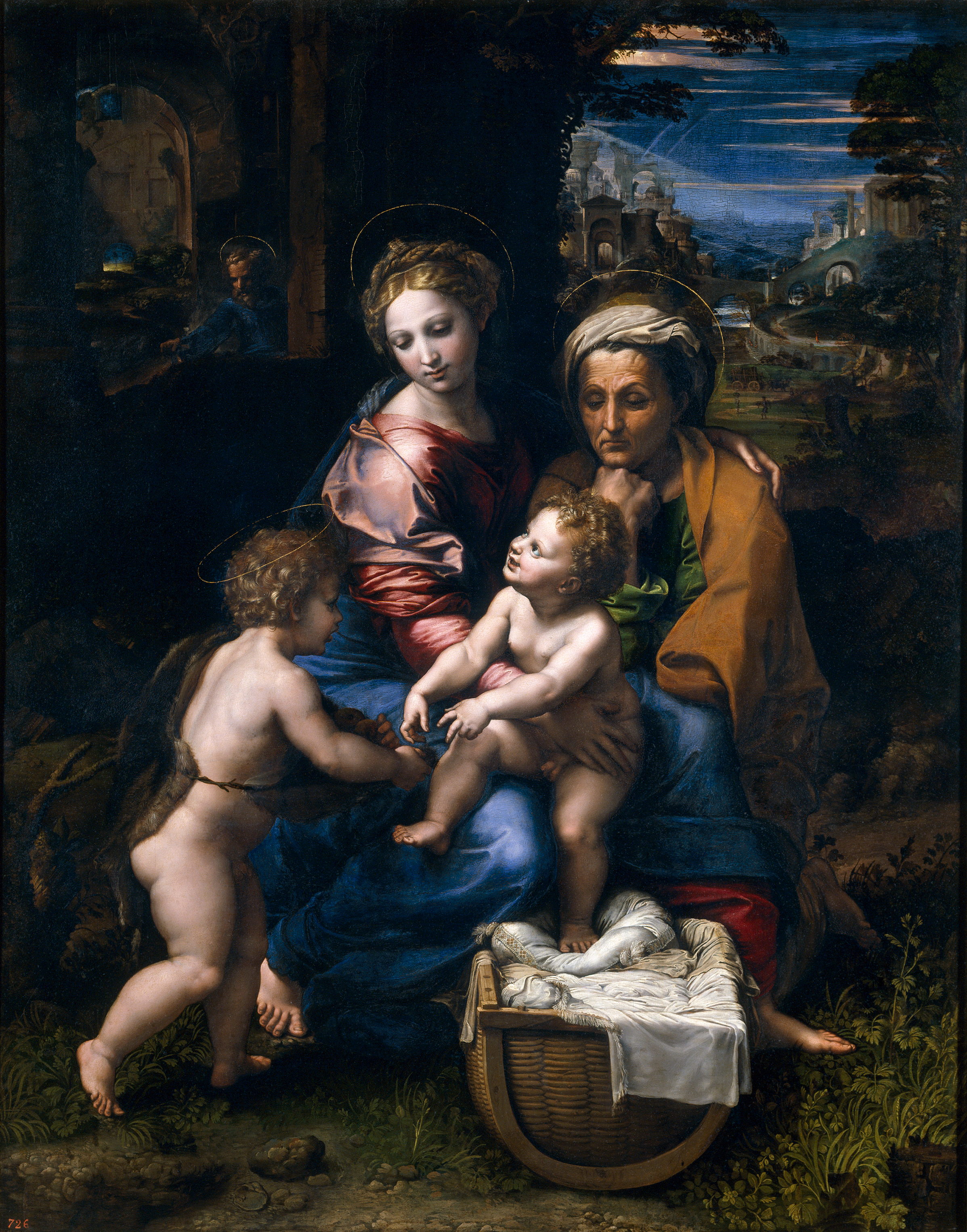
ラファエロ・サンツィオ『聖家族、あるいはラ・ペルラ』1518年
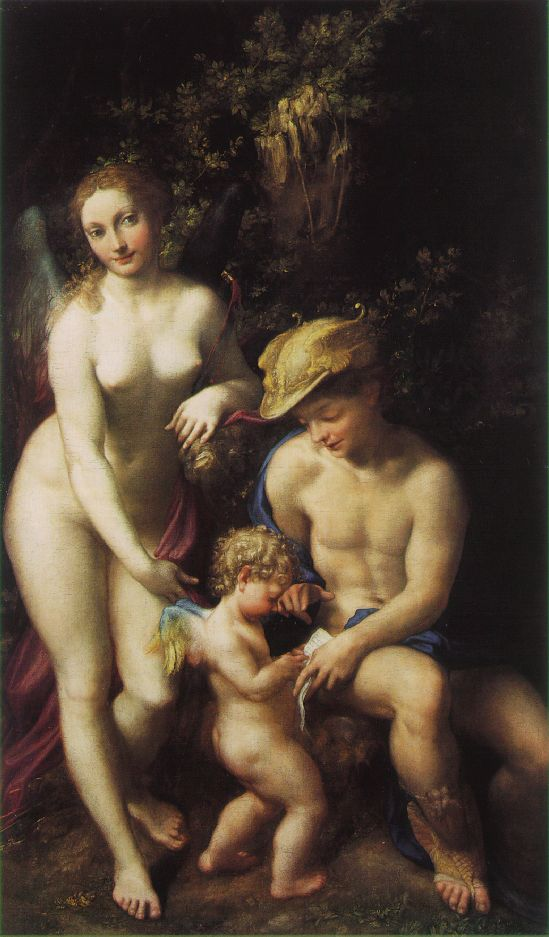
コレッジョ『キューピッドの教育』1525年頃
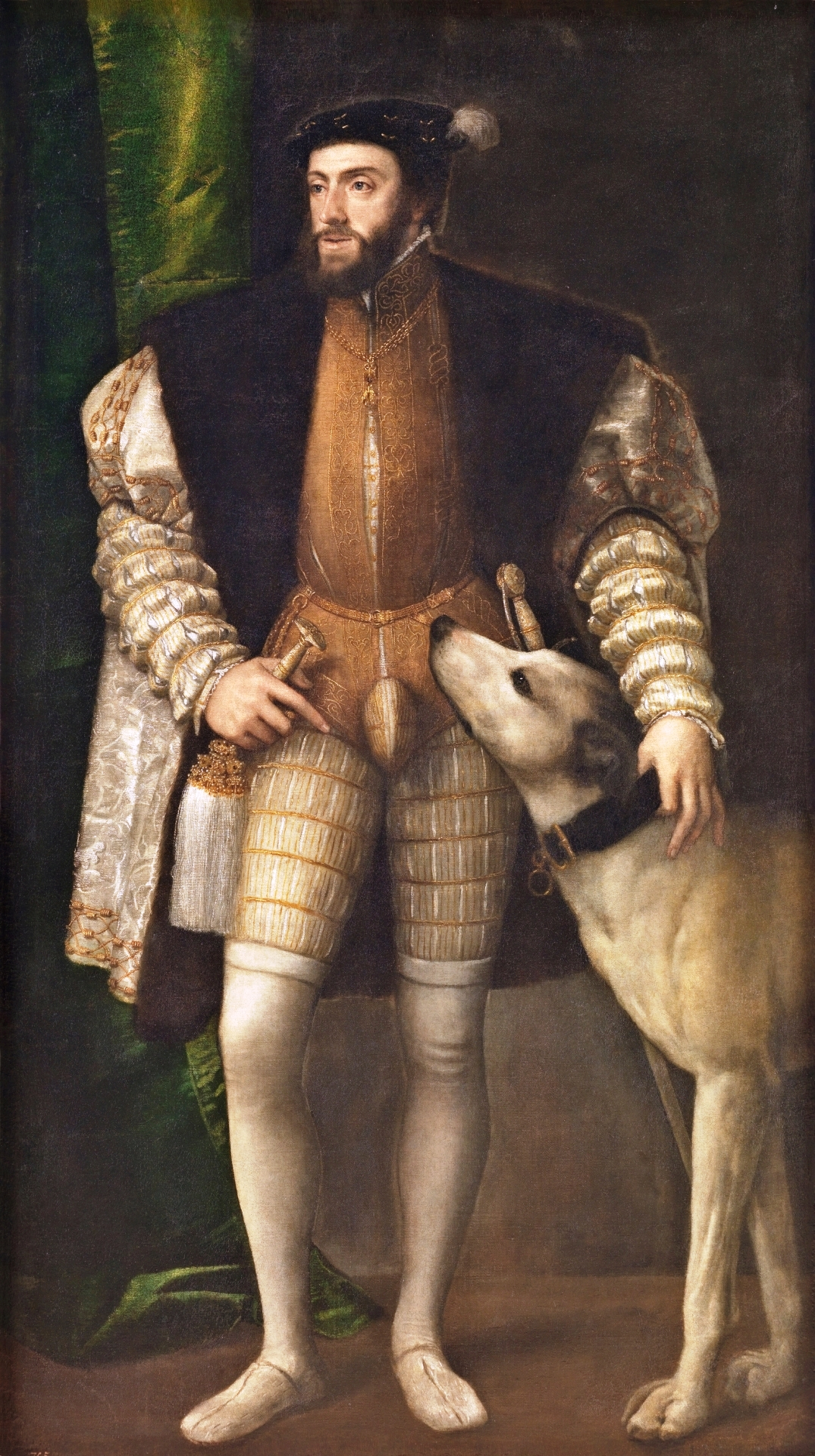
ティツィアーノ・ヴェチェッリオ『猟犬を伴う皇帝カール5世』1533年
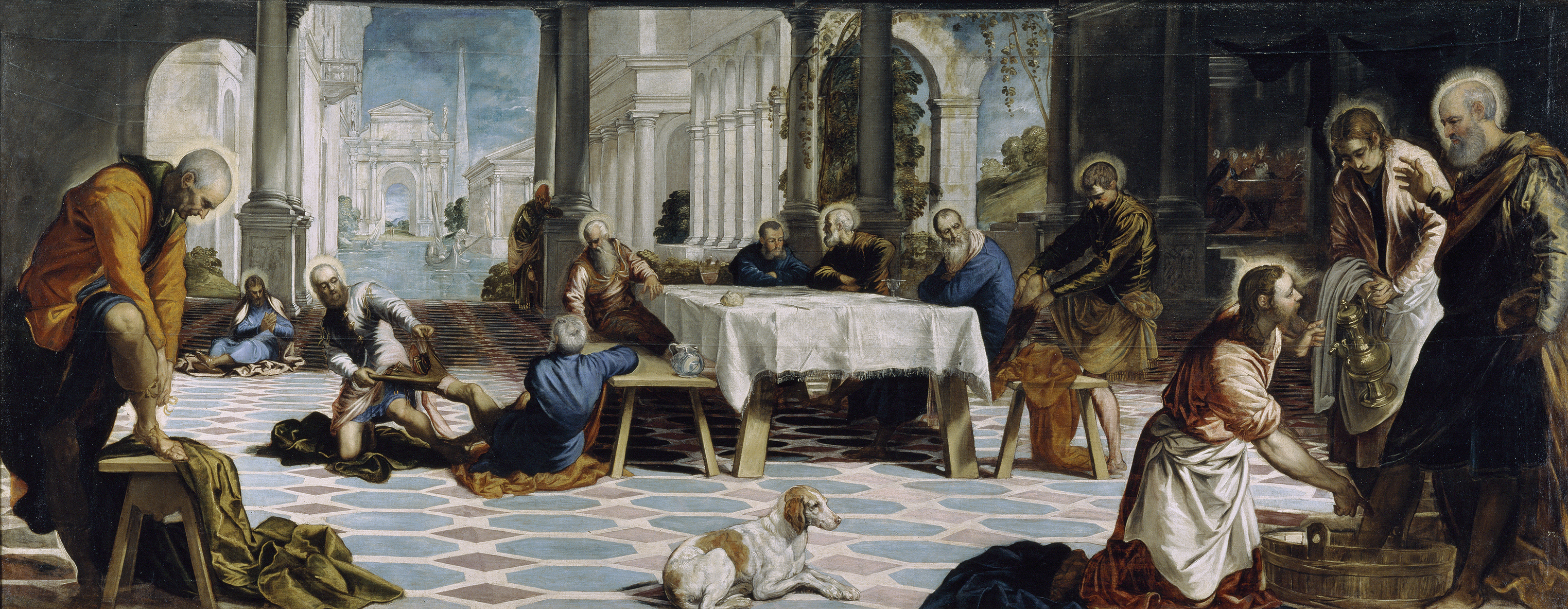
ティントレット『弟子たちの足を洗うキリスト』1548年-1549年頃